# چنار هدک
چنار هدک یک درخت چنار در روستای هدک، شهرستان بردسکن است که دارای قدمتی فراتر از ۵۰۰ سال و محیط تنه فراتر از ۸ متر می‌باشد و در تاریخ ۷ تیر ۱۳۹۹ با شمارهٔ ثبت ۷۳۸ به‌عنوان یکی از آثار میراث طبیعی ایران به ثبت رسیده است.